# 제임스 폴리 (감독)
제임스 폴리(James Foley, 1953년 12월 28일 ~ 2025년 5월 6일)는 미국의 영화 및 텔레비전 감독이다. 그의 영화로는 폐쇄 구역 (1986년 영화), 글렌게리 글렌 로스, 그리고 그레이의 50가지 그림자 (영화)의 두 편의 속편이 있다.

## 어린 시절 및 교육
폴리는 1953년 12월 28일 뉴욕 브루클린의 베이 리지에서 변호사의 아들로 태어났지만, 뉴욕 스태튼아일랜드에서 자랐다. 그는 1974년 SUNY 시스템의 플래그십 스쿨인 뉴욕주립대학교 버퍼로를 심리학 학사 학위로 졸업했다. 처음에는 의사가 되려 했지만, 대신 영화 제작을 하기로 결정하고 1979년 서던캘리포니아 대학교에서 영화 연구 및 제작으로 MFA를 취득했다. 마지막 해에 감독 할 애슈비는 영화 학교 상영 파티 중 벽에 투사된 그의 학생 영화를 보고 애슈비가 새로 설립한 제작사를 위해 무언가를 써달라고 요청했다. 제작사는 폴리가 글쓰기를 마치기 전에 파산했지만, 그 승인은 1984년 저예산 틴 드라마 《레크레스》로 그의 경력을 시작하기에 충분했다. 폴리는 자신의 평가에서 "할 애슈비가 나를 고용했기 때문에 할리우드의 기묘한 계산에서 다른 존경받는 누군가가 나를 유능하다고 생각했기 때문에 유능해졌다"고 말했다.

## 경력
1984년, 폴리는 에이든 퀸과 대릴 해나가 출연한 《레크레스》로 감독 데뷔했다. 그의 1986년 영화 《폐쇄 구역》은 제36회 베를린 국제 영화제에 출품되었다.
1990년, 그는 짐 톰프슨 (작가)의 동명 소설 《애프터 다크, 마이 스위트》를 각색한 《애프터 다크, 마이 스위트》를 쓰고 감독했다. 영화 평론가 로저 이버트는 이 영화를 위대한 영화 목록에 포함시키면서 "《애프터 다크, 마이 스위트》는 관객들이 놓친 영화다. 300만 달러 미만을 벌었고 거의 잊혀졌지만, 현대 누아르 영화 중 가장 순수하고 타협 없는 영화 중 하나로 남아 있다. 특히 등장인물들의 외롭고 지친 삶을 포착한다."고 말했다. 그는 1992년 데이비드 매밋의 동명 연극 《글렌게리 글렌 로스》를 원작으로 한 글렌게리 글렌 로스를 감독했다. 체임버 (영화)는 작가 존 그리샴의 동명 소설 《체임버》를 원작으로 한다. 주윤발과 마크 월버그가 출연한 그의 액션 영화 《커럽터》는 1999년에 개봉되었다.
그의 2003년 영화 《컨피던스》에는 에드워드 번스가 출연했다. 그는 2007년 할리 베리가 출연한 스릴러 영화 《퍼펙트 스트레인저》를 감독했다. 그의 마지막 영화는 그레이의 50가지 그림자 (영화)의 두 편의 속편인 《50가지 그림자: 심연》(2017)과 《50가지 그림자: 해방》(2018)이었다.
폴리는 또한 넷플릭스 시리즈 하우스 오브 카드의 12개 에피소드를 포함한 텔레비전 작품도 감독했다.
그는 종종 촬영 감독 후안 루이즈 안치아와 협력하여 그와 함께 다섯 편의 영화와 마돈나의 "라이브 투 텔" 뮤직 비디오를 만들었다.

## 사망
폴리는 2025년 5월 6일 로스앤젤레스 자택에서 71세의 나이로 뇌암으로 사망했다.

## 필모그래피
영화
- 레크레스 (1984)
- 폐쇄 구역 (1986)
- 화려한 유혹 (1987)
- 애프터 다크, 마이 스위트 (1990) (작가 겸업)
- 글렌게리 글렌 로스 (1992)
- 《투 비츠》 (1995)
- 체임버 (1996)
- 페이탈 피어 (1996)
- 커럽터 (1999)
- 컨피던스 (2003)
- 퍼펙트 스트레인저 (2007)
- 50가지 그림자: 심연 (2017)
- 50가지 그림자: 해방 (2018)

텔레비전
| 년도      | 제목             | 참고                           |
| --------- | ---------------- | ------------------------------ |
| 1991      | 트윈 픽스        | 에피소드 "상처와 흉터"         |
| 1997      | 건               | 에피소드 "총알"                |
| 2004      | 할리우드 디비전  | TV 영화                        |
| 2013      | 한니발           | 에피소드 "셔벳"                |
| 2013–2015 | 하우스 오브 카드 | 12개 에피소드                  |
| 2014      | 레드 존          | TV 영화                        |
| 2015      | 웨이워드 파인즈  | 에피소드 "진실"                |
| 2016      | 빌리언스         | 에피소드 "숏 스퀴즈"와 "더 딜" |

## 뮤직 비디오
영화 《화려한 유혹》(1987) 외에도, 폴리는 마돈나의 다음 뮤직 비디오를 감독했다("피터 퍼처"라는 가명으로):
- 《Live to Tell》(1986)
- 《Papa Don't Preach》(1986)
- 《True Blue》(1986)

폴리는 또한 마돈나와 숀 펜의 결혼식에서 들러리를 섰지만, 2025년 현재 그들은 서로 말하지 않는 상태였다.

## 수상 및 후보
베를린 영화제
| 년도 | 후보작    | 부문     | 결과 |
| ---- | --------- | -------- | ---- |
| 1986 | 폐쇄 구역 | 황금곰상 | 후보 |

도빌 미국 영화제
| 년도 | 후보작             | 부문     | 결과 |
| ---- | ------------------ | -------- | ---- |
| 1992 | 글렌게리 글렌 로스 | 비평가상 | 후보 |

골든 래즈베리상
| 년도 | 후보작              | 부문          | 결과 |
| ---- | ------------------- | ------------- | ---- |
| 1988 | 화려한 유혹         | 최악의 감독상 | 후보 |
| 2018 | 50가지 그림자: 심연 | 최악의 감독상 | 후보 |
| 2019 | 50가지 그림자: 해방 | 최악의 감독상 | 후보 |

피닉스 영화제
| 년도 | 후보작                    | 부문             | 결과 |
| ---- | ------------------------- | ---------------- | ---- |
| 2003 | 감독 및 각본가로서의 경력 | 구리 날개 공로상 | 수상 |

베네치아 영화제
| 년도 | 후보작             | 부문       | 결과 |
| ---- | ------------------ | ---------- | ---- |
| 1992 | 글렌게리 글렌 로스 | 황금사자상 | 후보 |